# 스리랑카 중앙은행
스리랑카 중앙은행(싱할라어: ශ්‍රී ලංකා මහ බැංකුව, 타밀어: இலங்கை மத்திய வங்கி, 영어: Central Bank of Sri Lanka, 약칭: CBSL)은 스리랑카의 중앙은행이다. 1949년 금융통화법 제58호(MLA)에 따라 1950년 설립되었으며, 2002년 12월 MLA 개정에 따라 총독부 장관과 재정기획부 장관으로 구성된 5인 금융위원회가 관할라고, 스리랑카의 대통령이 재무장관의 제청으로 임명하고 헌법위원회의 동의를 얻어 3명의 의원을 임명했다.

## 역사
스리랑카 중앙은행은 독립 2년 후인 1950년에 설립되었다. 스리랑카 중앙은행의 설립자는 존 엑스터였고, 당시 재무장관은 주니우스 리차드 자야와데네였다. 이전 이름인 실론 중앙은행은 그 때까지 국가의 화폐를 발행하는 책임을 맡았던 통화 위원회를 대체했다. 그것은 아시아 결제 동맹의 회원이다.
은행의 주요 업무는 스리랑카에서의 통화 정책 수행이며 금융시스템에 대한 감독권한도 넓다.
이 은행은 금융 포함을 촉진하기 위한 정책 개발에 참여하고 있으며 금융 포함 동맹(AFI)의 회원이다.
스리랑카의 생산자원의 개발을 장려하고 촉진하려는 목적으로 CBSL은 물가 안정과 금융 시스템의 안정성을 확보하는 책임을 지고 있다. CBSL은 또한 통화 발행과 관리에 책임이 있다. 또한 CBSL은 스리랑카 정부(Government of Sri Lanka, GOSL)의 은행가이기도 하다. CBSL은 GOSL을 대표하여 직원조달기금 관리, 스리랑카 공공부채 관리, 교환통제법 행정, 지역개발을 위한 외국 및 정부 출연신용제도 관리 등 4개 기관의 기능을 담당하고 있다.

## 조직 구조
CBSL의 주지사는 최고 경영자의 역할을 한다. 주지사, 부지사, 부지사는 부서장과 함께 CBSL의 고위 경영진을 구성한다. 기능상 CBSL은 현재 총 29개 부서로 구성되어 있으며, 각각 국장(또는 이에 상당하는 부서)이 부지사(부지사)를 통해 지사 또는 부지사에게 보고하고 있으며, 주지사에게 직접 보고하는 관리 감사 부서를 제외하고 있다.
경제연구부와 은행감독부는 CBSL을 설립하는 원안 하에서 특정한 법적 기능을 가지고 명시적으로 설치되었다. 경제연구국장/최고 이코노미스트가 이끄는 경제연구부는 금융위원회의 지도와 일반인의 정보를 위해 자료를 수집하고 경제연구를 실시해야 한다. 한편 은행감독국장이 이끄는 은행감독부는 스리랑카 내 모든 은행기관에 대한 지속적인 규제와 감독에 관여해야 한다.

## 같이 보기
- 스리랑카 루피